# ماتیوس کوزاشیک
ماتیوس کوزاشیک (انگلیسی: Matúš Kozáčik؛ زادهٔ ۲۷ دسامبر ۱۹۸۳) بازیکن فوتبال اهل اسلواکی است.
از باشگاه‌هایی که در آن بازی کرده‌است می‌توان به باشگاه فوتبال آنورتوسیس فاماگوستا، باشگاه فوتبال ویکتوریا پلزن، باشگاه فوتبال اسلاویا پراگ، و باشگاه فوتبال اسپارتا پراگ اشاره کرد.
وی همچنین در تیم ملی فوتبال اسلواکی بازی کرده‌است.